# Gorinci
Gorinci is een plaats in de gemeente Generalski Stol in de Kroatische provincie Karlovac. De plaats telt 115 inwoners (2001).